# Streaplers
Streaplers ist eine Dansband aus Mölndal in Schweden.

## Diskografie

### Alben
| Jahr | Titel                             | Höchstplatzierung, Gesamtwochen, AuszeichnungChartsChartplatzierungen (Jahr, Titel, Platzierungen, Wochen, Auszeichnungen, Anmerkungen) | Anmerkungen |
| Jahr | Titel                             | SE | Anmerkungen |
| ---- | --------------------------------- | --- | ----------- |
| 1975 | Bugga                             | SE4 (8 Wo.)SE |             |
| 1976 | Valentino                         | SE6 (7 Wo.)SE |             |
| 1977 | Drivin’                           | SE16 (4 Wo.)SE |             |
| 1978 | Speed                             | SE34 (4 Wo.)SE |             |
| 1979 | Om jag säger att jag älskar …     | SE35 (1 Wo.)SE |             |
| 1986 | Älskar, älskar inte               | SE44 (2 Wo.)SE |             |
| 1997 | Allt det som kärleken är          | SE54 (1 Wo.)SE |             |
| 2004 | Gör det igen                      | SE57 (3 Wo.)SE |             |
| 2005 | Vad som än händer                 | SE60 (1 Wo.)SE |             |
| 2006 | Bugga med Streaplers              | SE60 (1 Wo.)SE |             |
| 2007 | Bästa!                            | SE18 Gold · (7 Wo.)SE |             |
| 2008 | Rakt av                           | SE5 (10 Wo.)SE |             |
| 2009 | Ett år i taget                    | SE15 (4 Wo.)SE |             |
| 2010 | Jubileums Show – Live på Liseberg | SE8 (3 Wo.)SE |             |
| 2012 | På egna vägar                     | SE3 (18 Wo.)SE |             |
| 2013 | I alla väder                      | SE2 (17 Wo.)SE |             |
| 2014 | Hela veckan lång                  | SE2 (9 Wo.)SE |             |
| 2015 | Idag                              | SE1 (10 Wo.)SE |             |
| 2016 | On the Rocks                      | SE8 (5 Wo.)SE |             |
| 2017 | King River                        | SE4 (5 Wo.)SE |             |
| 2018 | Just ikväll                       | SE9 (5 Wo.)SE |             |
| 2019 | Jubileumsfavoriter                | SE10 (1 Wo.)SE |             |
| 2020 | En gång till                      | SE4 (1 Wo.)SE |             |
| 2023 | En bra plats i livet              | SE57 (1 Wo.)SE |             |
| 2025 | Alla som vet                      | SE18 (… Wo.)SE |             |

Weitere Alben
- The Streaplers (1964; 1967 als His Masters Voice wiederveröffentlicht)
- Three Steps to Heaven (1965)
- Streaplers om igen (1969)
- Streaplers (1970)
- Här är Streaplers (1970)
- Det Finns en sång (1971)
- Streaplers (1971)
- Alltid på väg (1973)
- Streaplers (1973)
- De tusen öars land (1974)
- Från Kungälv till San Francisco (1980)
- Evelina (1981)
- De’ e’ bara å stå på (1982)
- Vår gamle vän (1983)
- Fredagkväll (1984)
- En sån natt (1985)
- Du måste skynda dig (1987)
- Streaplers 88 (1988)
- De é vi (1990)
- Till min kära (1995)
- Var slutar vägarna (1999)
- Live 2001 (Livealbum, 2001)
- På Norsk (2007)

Weitere Kompilationen
- Streaplers 16 bästa (1977)
- Jubileumsalbum (1979)
- Streaplers Greatest Hits Vol. 1 (1980)
- 30 år med Streaplers (1989)
- Dansbandsdax 2 (1990)
- Lite nostalgi (1991)
- Tio i topp-åren (1993)
- Till min kjaere + 18 bästa (1997)
- På begäran (1997)
- Tio i topp-åren (1997)
- På begäran 2 (1997)
- Streaplers guldkorn (2002)

## Videoalben
- Jubileumsshow: Live på Liseberg (2010)

### Bekannte Lieder
- Happy Piano (1963)
- Livet är så härligt (1968)
- Långt långt bort (1968)
- De tusen öars land (1969/70)
- Linda Mari (1970)
- Det finns en sång (1972)
- Tom Tom käre vän (1972)
- Nå'n däruppe måste gilla mig (1973)
- Du lever som du en gång har lärt (1974)
- Va’ har du under blusen, Rut? (1974)
- Bara 15 år (1974/75)
- Valentino (1976)
- Säg mig var du går (1977)
- Lördagskväll (1978)
- Jukeboxen (1979)
- Älskar, älskar inte (1986)
- Jag har en dröm (I Have a Dream) (1987)
- Hela, hela dig (1988)
- Hey-Hi Ho (1988)
- Säj okej Marie (1992)
- Lång väg till dej (1995)
- Till min kära (1995)
- Allt det som kärleken är (1997)
- En dag förbi (1997)
- Livet (1998)
- Manana (1998)
- Tusen skäl för att stanna (1999)
- Var slutar vägarna (1999)
- Var och en går hem till sig (2000)
- Sommar över hela vårt land (2001)
- Änglasjäl (2002)
- Jag tror på kärleken (2008)